# Nick Cave
Nicholas Edward Cave (Warracknabeal, 1957. szeptember 22. –) ausztrál rockzenész, dalszerző és énekes. Legnagyobb sikereit a Nick Cave and the Bad Seeds nevű együttesével érte el.

## Fiatalkora
Nick a Victoria-beli Warracknabeal nevű ausztrál kisvárosban született Dawn és Colin Cave gyermekeként. Testvérei: Tim (1952), Peter (1954) és Julie (1959).
Gyermekkorát Warracknabealben, majd Wangrattában töltötte. Apja angoltanárként, édesanyja könyvtárosként dolgozott. Anglikán hitben nevelkedett, így énekelt a wangrattai székesegyház fiúkórusában is. Mindazonáltal gyakran került összetűzésbe az iskolavezetéssel, így szülei 1970-ben a Melbourne-i Caulfield gimnáziumba küldték. Nick itt is részt vett az iskolai kórusban.
Később (1976) festőművészeti tanulmányokat folytatott, de egy év múltán felhagyott vele és a zenélés felé fordult. Ekkoriban került kapcsolatba a heroinnal. Apja 1978-ban autóbalesetben elhunyt, ami mélyen megrázta Nicket. Ez fellelhető mélyen érzelmes szövegeiben, ami gyakran vallásos színezetet is mutat.

## Magánélet
Anita Lane énekesnő volt Cave barátnője az 1970-es évek végétől az 1980-as évek közepéig. Megkérdőjelezhetetlen hatást gyakorolt Cave-re és munkáira, gyakran emlegette úgy, mint a múzsáját. Ennek ellenére csak néhány alkalommal rögzítettek együtt. A legjelentősebb együttműködéseik tartalmazzák Lane 'cameo' versszakát Cave Bob Dylan-feldolgozásán, a Death Is Not the Enden a Murder Ballads című albumra és egy Serge Gainsbourg/Jane Birkin átdolgozáson, a "Je t'aime/I love you nor do I"-on. Lane társszövegírója volt egy 1984-es LP, a From Her to Eternity címadó dalának, a Stranger Than Kindness-nek a Your Funeral, My Trial-ról. Cave, Lydia Lunch és Lane írtak egy közös képregényt A-FIX-E-8 címmel a régi "Pussy Galore"/Russ Meyer filmek stílusában.
Lane és Cave különváltak, mivel Lane gyereket szeretett volna és folyton civakodott Cave drogfüggőségén és azon, hogy nem akart megházasodni és családot alapítani. Cave-et a kormány válaszút elé állította, hogy börtönbe megy vagy drogelvonó terápiára. Úgy döntött felülkerekedik drogfüggőségén, és ebben sikeres volt. Ismert tény, hogy később is használt drogokat, LSD-t és speedet.
Miután szakított Anitával, eltöltött valamennyi időt egy berlini újságíróval, Elizabeth Reckerrel. Vele volt egy ausztráliai turnén, ennek ellenére nem tekintették őket egy párnak.
Befejezte debütáló regényét, az És meglátá a szamár az Úrnak angyalát (And The Ass Saw The Angel), Cave otthagyta Nyugat-Berlint nem sokkal a berlini fal ledöntése előtt, és Brazíliába, São Paulóba költözött, ahol találkozott egy brazil újságíróval Viviane Carneiróval.
Nick Cave jelenleg házas, felesége a brit származású modell, Susie Bick. Négy gyermek apja, fiai Arthur Cave, Earl Cave, Jethro Cave, Luke Cave. Arthur 2015-ben lezuhant egy szikláról és szörnyet halt. Legidősebb fia, Jethro Lazenby pedig 2022-ben halt meg, 31 évesen.

## A kezdetek
1973-ban ismerkedett meg Mick Harvey gitárossal, Tracey Pew basszusgitárossal és Phil Calvert dobossal a Caulfield gimnáziumban. Velük alapította meg első zenekarát, amelyben ő lett az énekes. Repertoárjuk ekkoriban Lou Reed, David Bowie, Alice Cooper és Roxy Music feldolgozásokból állt. Később felvették a Boys Next Door nevet és Nick saját szerzeményeit kezdték játszani.
Kis idő múlva a Birthday Party névre váltottak és Londonba, majd Nyugat-Berlinbe tették át székhelyüket, ahová Nick ausztrál barátnője és múzsája, Anita Lane is követte a csapatot. A zenekar 1984-ben esett szét többek között alkohol- és kábítószer-problémák miatt.

## Nick Cave and the Bad Seeds

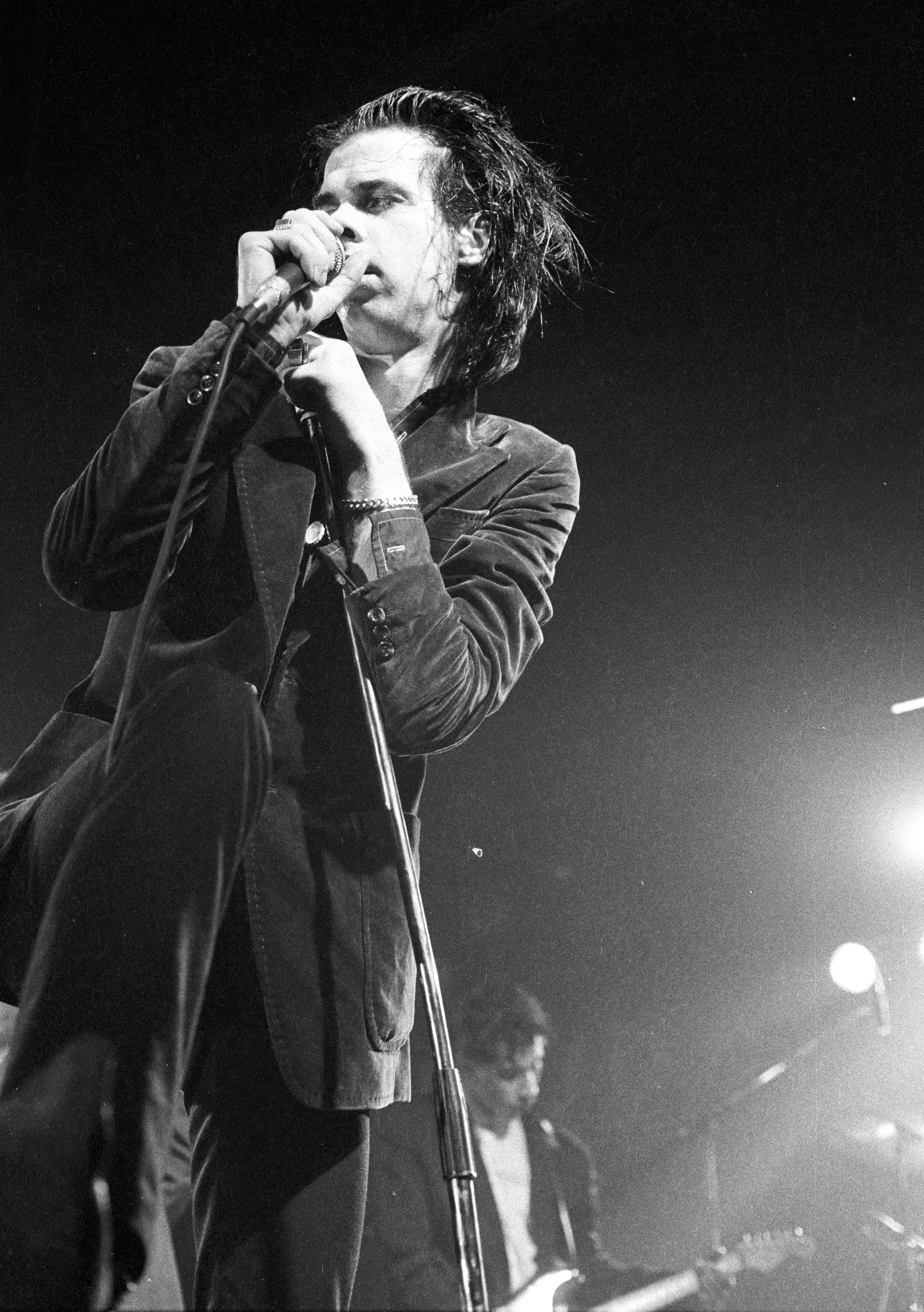
Nick Cave 1986-ban

Cave és Harvey alapították a máig is létező zenekart. Nick zenekarvezetővé avanzsált, amit a név is sugall. Tagok voltak: Blixa Bargeld gitáros (Einstürzende Neubauten), Barry Adamson basszusgitáros (Magazine) és Hugo Race gitáros. 1984-ben jelent meg debütáló albumuk From Her to Eternity címmel.
Nick az 1980-as évek közepén szakított barátnőjével, Lane-nel és Elisabeth Reckerrel kezdett viszonyba. Berlinben még négy albumot adott ki a zenekar, ezek : The Firstborn Is Dead; Kicking Against the Pricks; Your Funeral… My Trial és a Tender Prey.
Még Berlinben kezdte el írni regényét And The Ass Saw The Angel (És meglátá a szamár az Úrnak angyalát) címmel, amely 1989-ben jelent meg.
Miután befejezte regényét, elhagyta Berlint és a brazíliai São Paulóba költözött, itt megismerkedett Viviane Cameiróval, akivel nem házasodtak össze, de született egy Luke nevű fiuk 1991-ben. Nick-nek 1991-ben született egy másik fia is, Jethro, aki édesanyjával, Beau Lazenbyvel él Ausztráliában, majd 2022-ben elhunyt. Nick 1993-ban visszaköltözött Londonba.
1996-ban kiadták a Murder Ballads című albumot, amely gyilkosságokról szóló dalok gyűjteménye. Legismertebb „gyilkos” balladái a Henry Lee PJ Harvey-val és a Where The Wild Roses Grow Kylie Minogue-gal.
Következő albumával (The Boatman’s Call, 1997) Nick szakított az erőszak témakörével. Erősen életrajzi és vallási ihletésű dalokban vall Carneiro-val és PJ Harvey-val folytatott viszonyáról, továbbá ez volt az első teljes album, amely az ő zongorajátéka köré szerveződött.
Ez idő tájt hagyott fel a heroin- és alkoholhasználattal, illetve találkozott jelenlegi partnerével, Susie Bick brit modellel is, akit 1999 nyarán feleségül vett, majd nem sokkal később ikreik születtek (Arthur és Earl).
2001-ben megfiatalodva jelentkezik nagy sikert arató új albumával. Ez a No More Shall We Part.
A Nocturama című 2001-es album megjelenése után Bargeld elhagyta a zenekart, hogy saját, Einstürzende Neubauten nevű zenekarára koncentráljon.
Ezek után a Bad Seeds 2004-ben kiadja az Abattoir Blues/The Lyre of Orpheus című kettős lemezt. Ennek egyik különlegessége, hogy itt hallhatunk elsőként gospel kórust Nick mögött.

## Grinderman
2006-ban Cave megalakította a Grinderman zenekart Warren Ellis (nem azonos az íróval), Martyn P. Casey és Jim Scalavunos társaságában. 
A zenekar megalakulására azért volt szükség, hogy „megszabadulást nyújtson a Bad Seeds súlya alól”. A zenekar nevét a „Grinder Man Blues” című Memphis Slim dal inspirálta. 
A zenekar első stúdiólemezét 2007-ben adták ki, a másodikat, egyben az utolsót, 2010-ben.
2011 decemberében a Meredith Music Festivalon történt fellépés után Cave bejelentette a Grinderman végét.

## Ismertebb filmszerepei
Wim Wenders több filmjében is láthatjuk, ilyenek például a Berlin felett az ég (itt élő klubkoncertet ad); A világ végéig vagy a Távol és mégis közel, de számos más filmben is kapott még kisebb-nagyobb szerepeket, szinte kivétel nélkül önmagát játszva.

## Íróként
A 2005-ös The Propositon (Az ajánlat) című ausztrál westernfilm forgatókönyvét ő írta. A filmet a westernműfaj egyik újjáélesztőjeként aposztrofálták, és a többi hasonló filmmel ellentétben nem Amerikában, hanem Ausztráliában játszódik.

## Véleménye a mesterséges intelligenciáról
A 2020-as években több aggódó és elítélő nyilatkozatot tett a mesterséges intelligenciának a zenei alkotásra és művészeti értékre gyakorolt veszélyes és pusztító hatásáról.

## Diszkográfia

### Boys Next Door
- Shivers
- DoorDoor
- HeeHaw
- Scatter Brain
- Happy Birthday
- The Birthday Party

### The Birthday Party
- Prayers On Fire (1981)
- Junkyard (1982)
- It’s Still Living (1985)
- Best and Rarest (1985)
- The Bad Seed/Mutiny!
- Hits (1992)
- Live 1981–82 (1999)
- Peel Sessions
- Pleasure Heads Must Burn (DVD, 2003)

### Nick Cave and the Bad Seeds
Stúdióalbumok
- From Her to Eternity (1984)
- The Firstborn Is Dead (1985)
- Kicking Against the Pricks (1986)
- Your Funeral… My Trial (1986)
- Tender Prey (1988)
- The Good Son (1990)
- Henry’s Dream (1992)
- Let Love In (1994)
- Murder Ballads (1996)
- The Boatman’s Call (1997)
- No More Shall We Part (2001)
- Nocturama (2003)
- Abattoir Blues/The Lyre of Orpheus (2CD) (2004)
- Dig Lazarus, Dig!!! (2008)
- Push The Sky Away (2013)
- Skeleton Tree (2016)
- Ghosteen (2019)
- Wild God (2024)

Koncertfelvételek és válogatások
- Live Seeds (1993)
- The Best Of (1998)
- B-Sides & Rarities (3CD) (2005)
- Lovely Creatures: The Best of Nick Cave and the Bad Seeds (2017)

### Grinderman
Stúdióalbumok
- [Grinderman] (2007)
- [Grinderman 2] (2010)

## Kötetei

### Angolul
- King Ink (Los Angeles, 1988)
- And the Ass Saw the Angel (Los Angeles, 1989)
- King Ink II. (Los Angeles, 1997)
- Complete Lyrics (London, 2001)
- The Death of Bunny Munro (2009)

### Magyarul
- És meglátá a szamár az Úrnak angyalát (ford.: Széky János; Budapest, 1992, Holnap; 2003, Ulpius-ház)
- Válogatott versek 1984–2004 (szerk.: Kari Györgyi, ford. Babiczky Tibor et al.; Budapest, 2005, Jonathan Miller)
- Bunny Munro halála (ford.: Polyák Béla; Budapest, 2009, Cartaphilus)
- Nick Cave–Seán O'Hagan: Hit, remény és vérontás; ford. Németh Róbert; Helikon, Budapest, 2024